# Cappella di San Pietro in Silvis
La chiesa di San Pietro in Silvis è una piccola cappella di Induno Olona.

## Storia
Uno degli edifici di culto più antichi della Valceresio, risale al XI-XII secolo, ma probabilmente sorse sul luogo di un edificio preesistente affiancato dal primo cimitero del paese di cui esistono ancora le tracce; fu chiamata in silvis (cioè nei boschi) poiché situata in disparte rispetto all'allora abitato di Induno Olona, lungo la direttrice che conduceva a Varese. Fu per lungo tempo l'unica chiesa del paese, dove gli abitanti venivano a pregare, e che svolse la funzione di parrocchiale fino al 1786, quando prese il suo posto la vetusta chiesa di San Giovanni Battista.

## Descrizione
La cappella è in stile romanico e conserva al suo interno numerosi affreschi, i più antichi dei quali risalgono al  XIV secolo.  Quello  sulla parete di fondo dell'abside  raffigura la crocifissione, ed è databile ai primi decenni del XVI secolo. Anche se mantenne le sue fisionomie romaniche, la chiesa fu comunque più volte rimaneggiata e ingrandita; il tracciato delle due più piccole chiese precedenti, che avevano anche absidi semicircolari laterali, è visibile sul pavimento interno dell'edificio. Dell'originario edificio romanico rimangono in particolare la facciata a capanna e la parete meridionale, inglobati dall'ampliamento rinascimentale, costituito da muratura composta di pietre.

Affreschi dell'interno
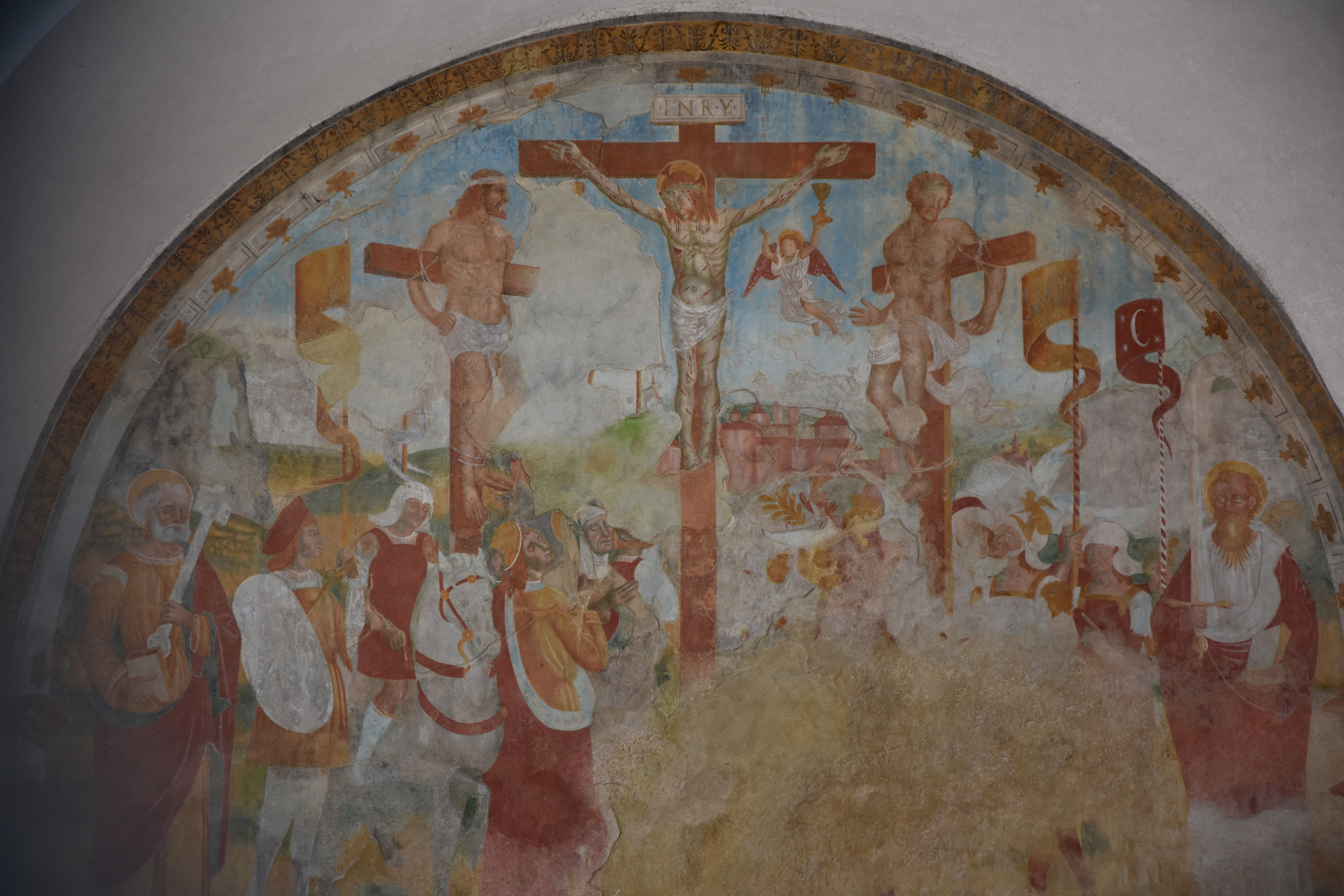
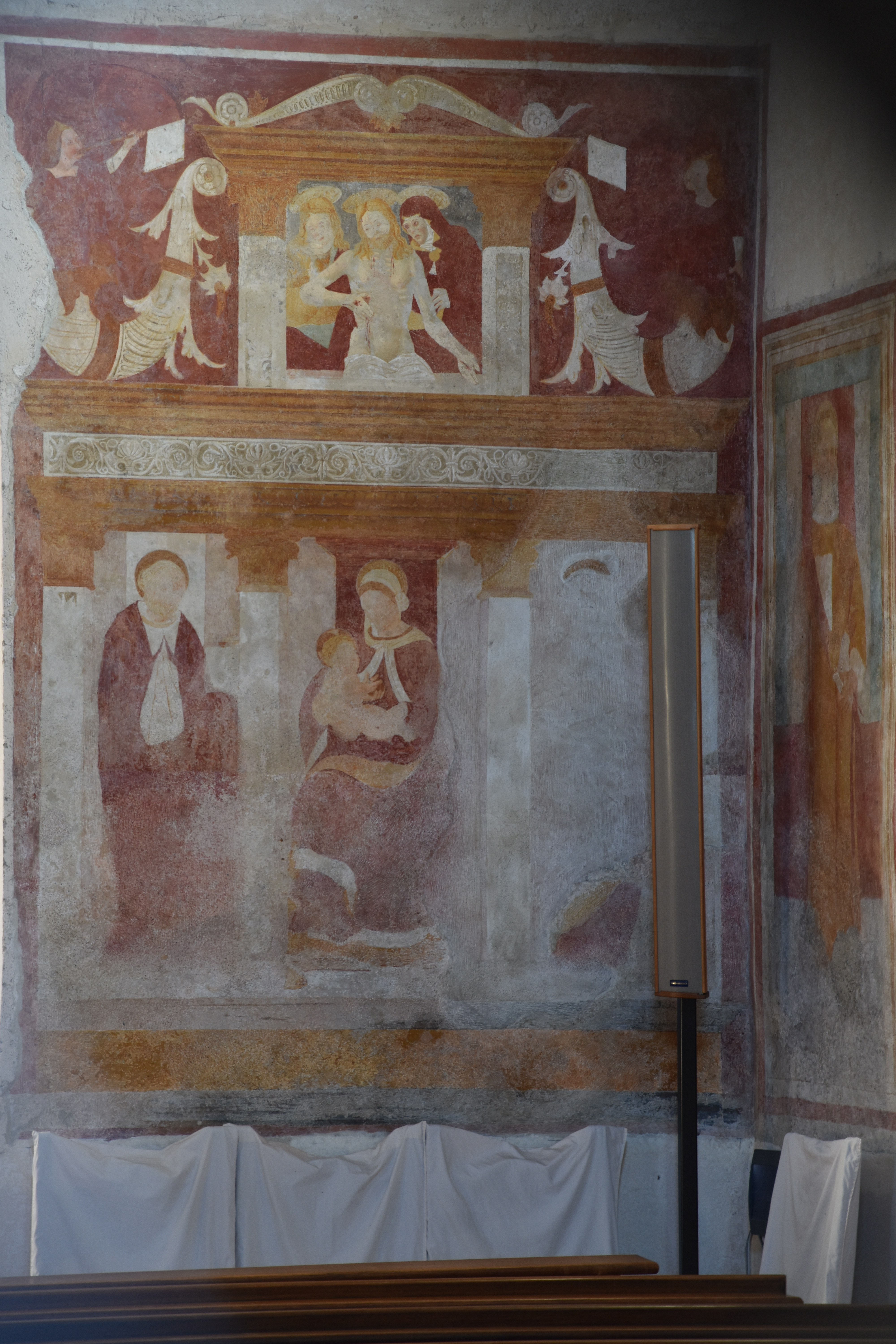
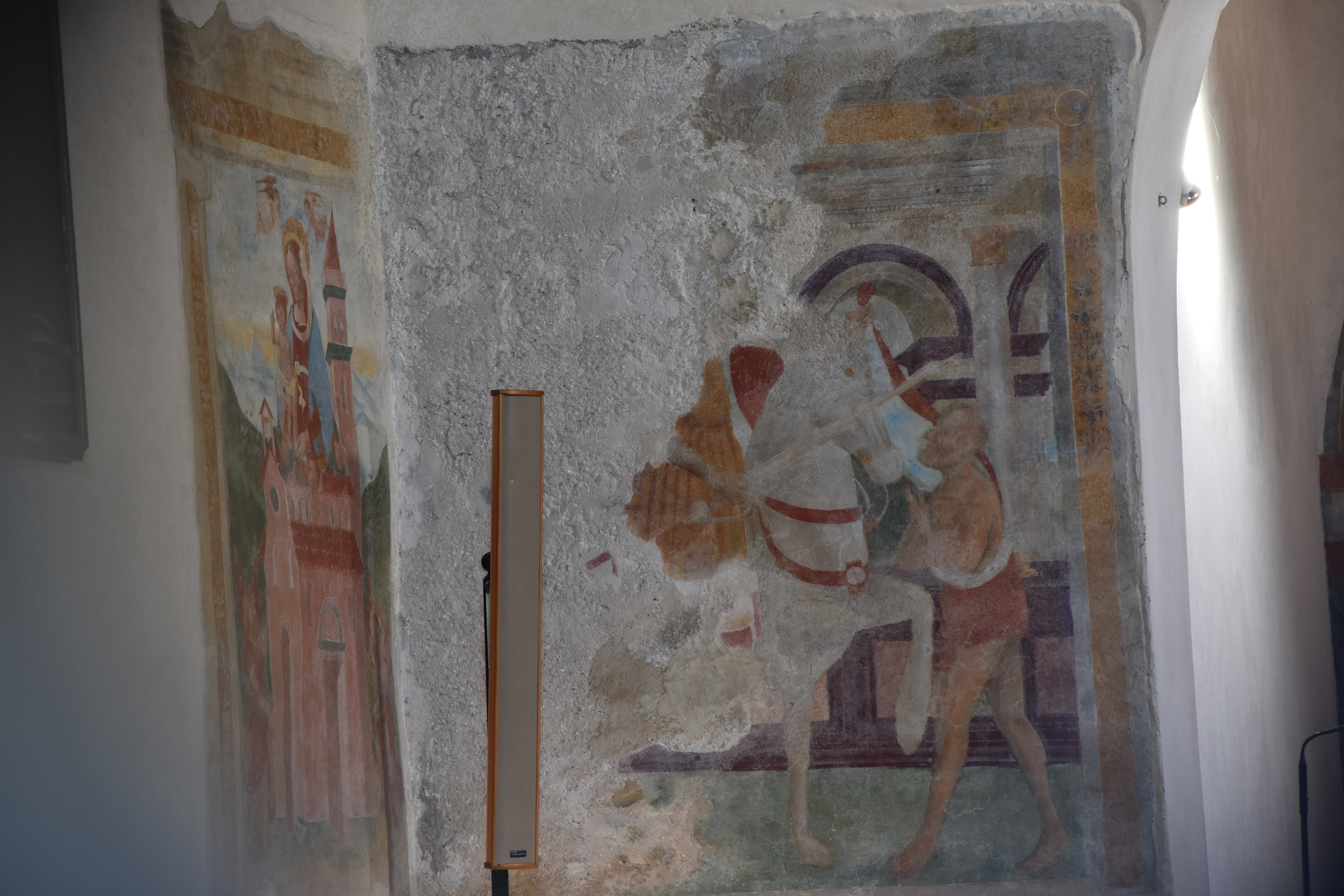
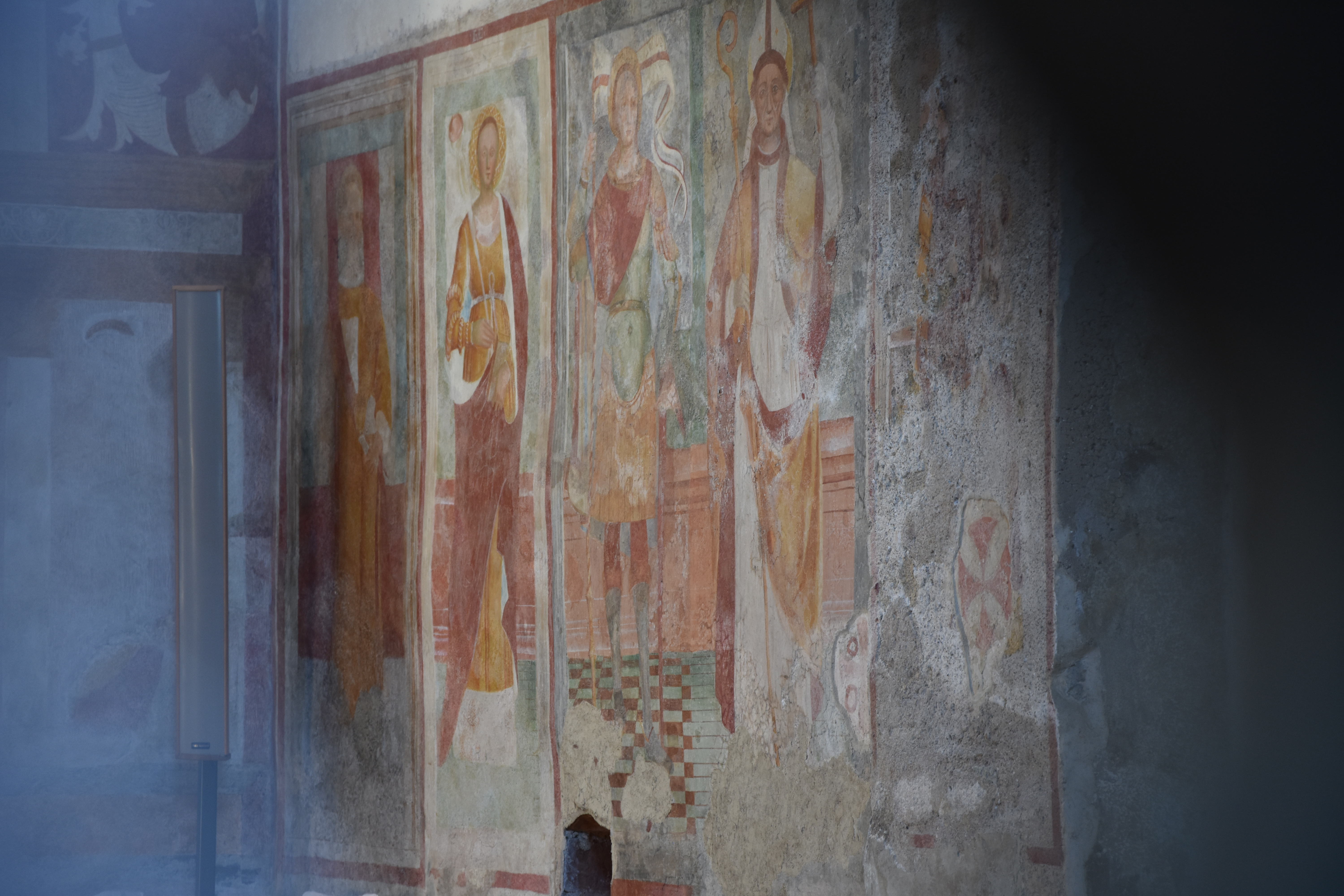